# Herb powiatu strzeleckiego
Herb powiatu strzeleckiego – jeden z symboli powiatu strzeleckiego, ustanowiony 31 maja 2001.

## Wygląd i symbolika
Herb przedstawia na tarczy dwudzielnej w słup w prawym polu na błękitnym tle pół orła złotego, w lewym polu na złotym tle - ukośnie ustawiona gałązka winorośli z trzema zalążkami gron i dwoma zielonymi listkami. Herb swoim wyglądem nawiązuje do wyglądu herbu Strzelec Opolskich.